# Färöische Küche

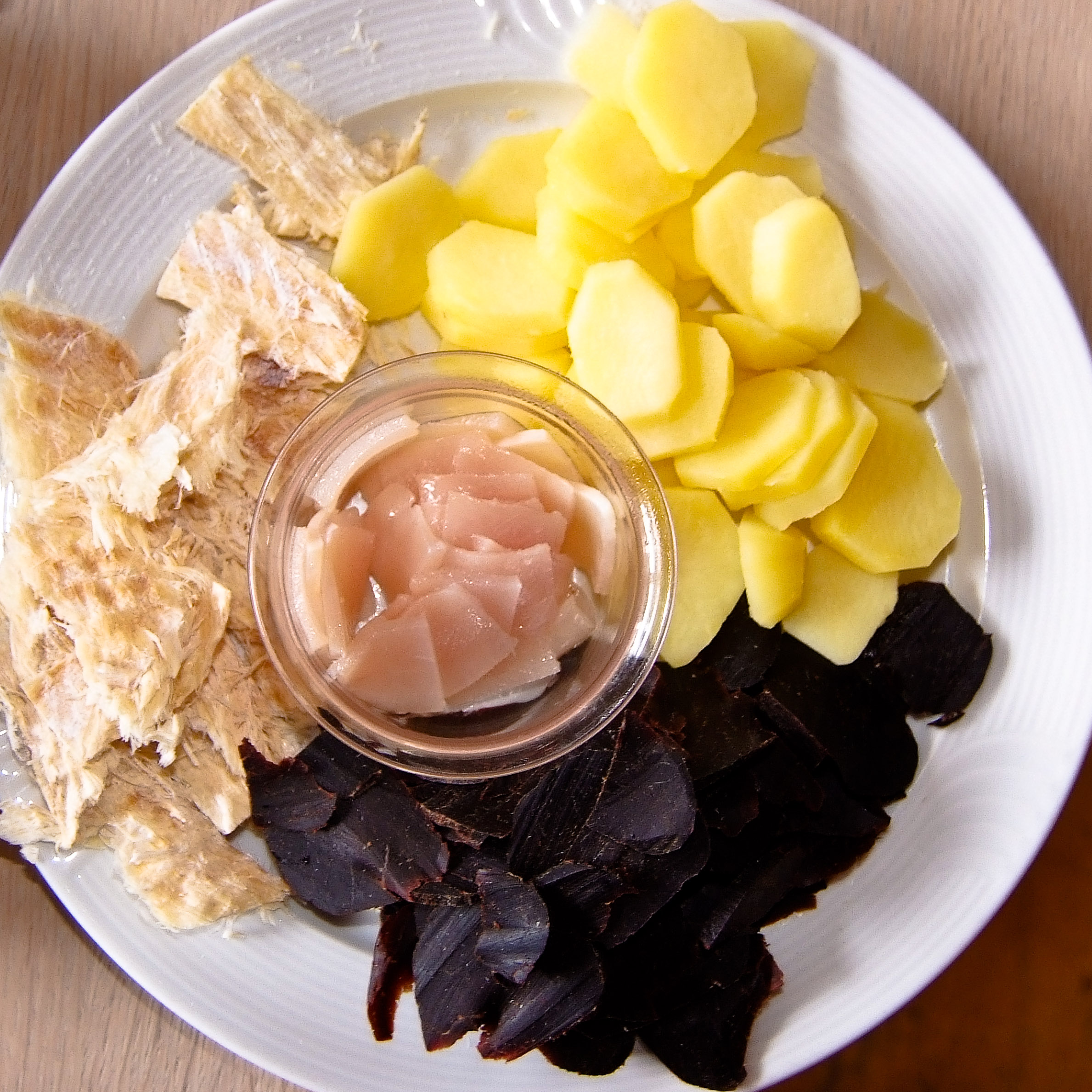
Typisches Mittagsmahl der Färöischen Küche: Tvøst og spik (Grindwalfleisch und
-speck, Trockenfisch und Salzkartoffeln)

Die traditionelle färöische Küche hat sich über die Jahrhunderte unter den Bedingungen eines unwirtlichen Archipels im Nordatlantik entwickelt. Die Grundlagen der färöischen Kochkultur entstanden während der Wikingerzeit, als norwegische Siedler um 825 die Inseln besiedelten und eine auf Viehzucht, Fischfang und Vogeljagd basierende Subsistenzwirtschaft etablierten. Im Mittelalter war die Entwicklung geprägt durch die Etablierung einer speziellen Form der Lufttrocknung und Fermentation als Konservierungsmethode, da der Zugang zu Salz und ausreichend Brennholz verwehrt war. Im 19. Jahrhundert wurde die neu eingeführte Kartoffel zu einer wichtigen Feldfrucht und bildete zusammen mit Steckrüben und importiertem Getreide die Grundkomponente der modernen färöischen Küche. Zudem wurden vor allem beim Fischfang neue Konservierungstechniken wie getrockneter und gesalzener Kabeljau entwickelt.

## Historische Entwicklung

### Frühgeschichte und Mittelalter
Die historische Entwicklung der färöischen Küche ist untrennbar mit den geografischen und klimatischen Bedingungen des nordatlantischen Archipels sowie den verschiedenen kulturellen und wirtschaftlichen Einflüssen verbunden, die die Inseln über mehr als ein Jahrtausend prägten. Die Grundlagen der färöischen Kochkultur entstanden bereits während der Wikingerzeit, als norwegische Siedler um 825 die Inseln besiedelten und eine auf Viehzucht, Fischfang und Vogeljagd basierende Subsistenzwirtschaft etablierten. Die ersten Siedler fanden bereits irische Mönche vor, die seit etwa 625 auf den Inseln lebten und bereits Schafzucht betrieben sowie Getreide anbauten, was archäologische Funde von verkohlten Gerstenkörnern aus dem 4. bis 8. Jahrhundert belegen.
Die mittelalterliche Periode war geprägt von der Entwicklung charakteristischer Konservierungsmethoden, die aus der Notwendigkeit entstanden, Lebensmittel in einem unwirtlichen Klima ohne Zugang zu Salz oder ausreichend Brennholz haltbar zu machen. Die Färinger entwickelten das Ræst, eine spezielle Form der Lufttrocknung und Fermentation, bei der Fleisch und Fisch in speziellen Holzschuppen, den Hjallur, verschiedene Reifestadien durchliefen. Diese Technik ermöglichte es, sowohl Schaffleisch als auch verschiedene Fischarten über längere Zeiträume zu konservieren, wobei je nach Trocknungsdauer verschiedene Geschmacksstufen von ræstur über skarpræstur bis hin zu bleytræstur entstanden.
Während des späten Mittelalters und der frühen Neuzeit blieb die färöische Küche weitgehend von lokalen Ressourcen abhängig, wobei neben Schafen auch Schweine gehalten wurden, wie archäologische Belege und Ortsnamen aus der Zeit zwischen dem 12. und 17. Jahrhundert zeigen. Die Schweinezucht wurde zu dieser Zeit jedoch ebenso aufgegeben wie das Melken der Schafe. Der Getreideanbau war aufgrund der klimatischen Bedingungen stark begrenzt und im Durchschnitt alle drei Jahre kam es zu Missernten, weshalb die Färinger auf Importe angewiesen waren. Gerste wurde hauptsächlich für die Herstellung von Drýlur, einer primitiven Brotsorte, verwendet, die am offenen Torffeuer gebacken und häufig mit Tierfett vermischt oder in Suppen aus tierischen Produkten eingerührt wurde.

### Fremde Einflüsse
Das dänische Handelsmonopol, das von 1709 bis 1856 bestand, hatte weitreichende Auswirkungen auf die färöische Ernährung. Während dieser Zeit kontrollierte die dänische Krone sämtlichen Handel mit den Inseln, wobei zunächst nur ein einziger Laden in Tórshavn existierte und erst in den 1830er Jahren weitere Geschäfte in Vestmanna, Tvøroyri und Klaksvík eröffnet wurden. Das Monopol führte zu einer strikten Kontrolle der Lebensmittelimporte, wobei bereits der Tausch von wollenen Socken gegen eine Handvoll Mehl mit einem vorbeifahrenden holländischen Schiff schwer bestraft werden konnte. Die steigenden Getreidepreise bei gleichzeitig sinkenden Exporten färöischer Wollprodukte führten dazu, dass das Monopol ab 1789 Verluste machte und zunehmend subventioniert werden musste.
Die Modernisierung der färöischen Küche begann im 19. Jahrhundert mit der Einführung der Kartoffel zu Beginn des Jahrhunderts, die sich schnell zu einer wichtigen Feldfrucht entwickelte und zusammen mit gelegentlich angebauten Steckrüben und importiertem Getreide zur Grundkomponente der färöischen Küche wurde. Nach der Aufhebung des Handelsmonopols 1856 und dem Übergang zur Hochseefischerei veränderte sich die Wirtschaftsstruktur der Inseln grundlegend. Die Entwicklung der Fischerei führte um 1840 zur Einführung neuer Konservierungstechniken wie getrocknetem und gesalzenem Kabeljau, während traditionelle Methoden der Fleisch- und Fischkonservierung weiterhin praktiziert wurden.

### Moderne Entwicklungen
Das 20. Jahrhundert brachte erhebliche Veränderungen in die färöische Küche durch externe Einflüsse und technologische Neuerungen. Die britische Besatzung während des Zweiten Weltkriegs von 1940 bis 1945 hinterließ bleibende kulinarische Spuren, da britische Soldaten Lebensmittel wie Fish and Chips, britische Schokolade, grüne Kekse und Kaugummi einführten, die bis heute als traditionelle färöische Süßwaren gelten. Die Einführung von Tiefkühlschränken in den 1960er Jahren revolutionierte die Lebensmittellagerung, ohne jedoch die traditionellen Konservierungsmethoden völlig zu verdrängen. Gleichzeitig führten die nähere Integration in die Weltwirtschaft, die Modernisierung und die verbesserte Haushaltswirtschaft zu einer Diversifizierung der Ernährungsgewohnheiten.
Die zeitgenössische Entwicklung der färöischen Küche seit den 1990er Jahren ist durch die Wiederbelebung traditioneller Zubereitungsmethoden im Kontext der New Nordic Cuisine gekennzeichnet. Köche wie Poul Andrias Ziska vom Restaurant KOKS in Tórshavn interpretierten traditionelle färöische Zutaten und Techniken neu und führten Elemente wie Moos, Seegras und Sandkraut in die gehobene Gastronomie ein. Diese Entwicklung spiegelt sowohl eine zeitgenössische Wertschätzung regionaler Identität als auch die Anpassung an internationale kulinarische Trends wider, wobei traditionelle Konservierungsmethoden wie das Ræst-Verfahren zunehmend als Ausdruck färöischer Kulturidentität verstanden werden.

## Konservierung
Im Verlauf ihrer Geschichte entwickelten die Färinger, geprägt durch das raue Klima, die isolierte Insellage und die begrenzten natürlichen Ressourcen, charakteristische Verfahren zur Haltbarmachung von Lebensmitteln. Die lang anhaltenden Winter, das geringe Sonnenlicht und die Abgeschiedenheit der Inseln begünstigten die Herausbildung besonderer Methoden zur Konservierung von Fleisch und Fisch, die bis in die Gegenwart fester Bestandteil der färöischen Küche geblieben sind.

### Ræst-Verfahren

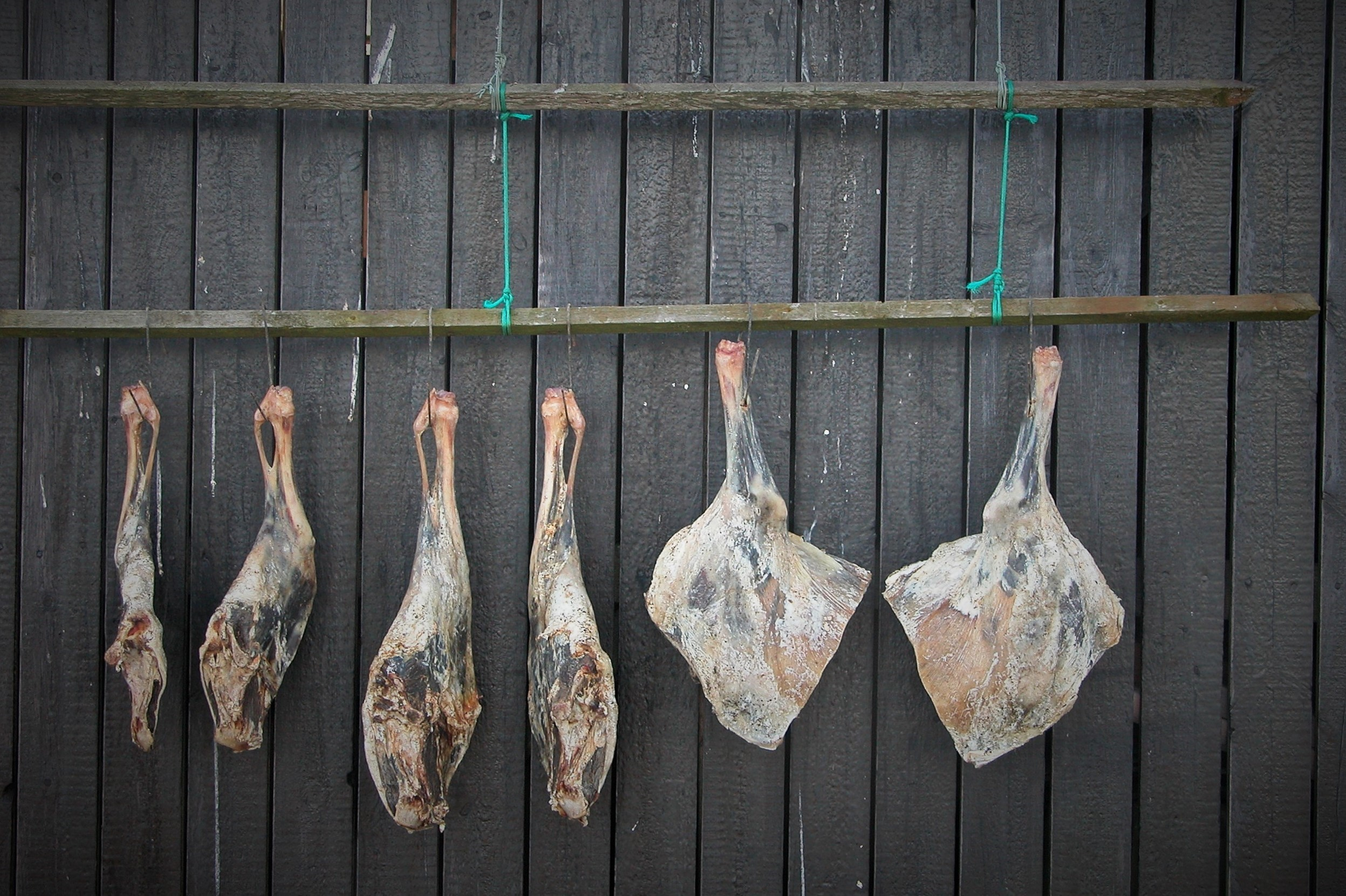
Skerpikjøt, luftgetrocknetes Schaffleisch

Das in der färöischen Küche charakteristische Konservierungsverfahren stellt das sogenannte Ræst dar, eine Form der Lufttrocknung und Fermentation. Diese salzlose Konservierung wird durch die einzigartigen klimatischen Bedingungen der Färöer-Inseln möglich, insbesondere die konstant niedrigen Temperaturen, den stetigen Wind und die hohe Salzkonzentration in der Luft. Das Verfahren wird in speziellen Holzschuppen, den Hjallur, durchgeführt, deren Lattenwände eine ganzjährige Durchlüftung ermöglichen.
Der Ræst-Prozess beginnt mit dem Aufhängen von Fleisch oder Fisch im Freien, bevor die Produkte in die Hjallur verbracht werden. Abhängig von der gewünschten Trocknungsdauer entstehen verschiedene Reifestadien: ræstur bezeichnet das Fleisch oder den Fisch am Anfang der Gärung beziehungsweise Fermentierung, skarpræstur beschreibt Stücke nach sechs bis neun Monaten Lagerung mit sehr strengem Geschmack, während bleytræstur oder Visnað nur kurz abgehangene, angetrocknete Produkte bezeichnet.
Die Fermentation kann bei Lammfleisch bis zu neun Monate dauern, bei Fisch wie Kabeljau zwei bis drei Monate. Während dieses Prozesses bildet sich eine charakteristische bläuliche Schicht auf dem Fleisch, die nach dem Trimmen weiches Fleisch mit einer Textur ähnlich dem Bayonne-Schinken freigibt. Das Verfahren ermöglicht eine natürliche Salzung durch die ozeanischen Winde, die kontinuierlich entlang der Küsten wehen.

### Traditionelle Trocknungsverfahren

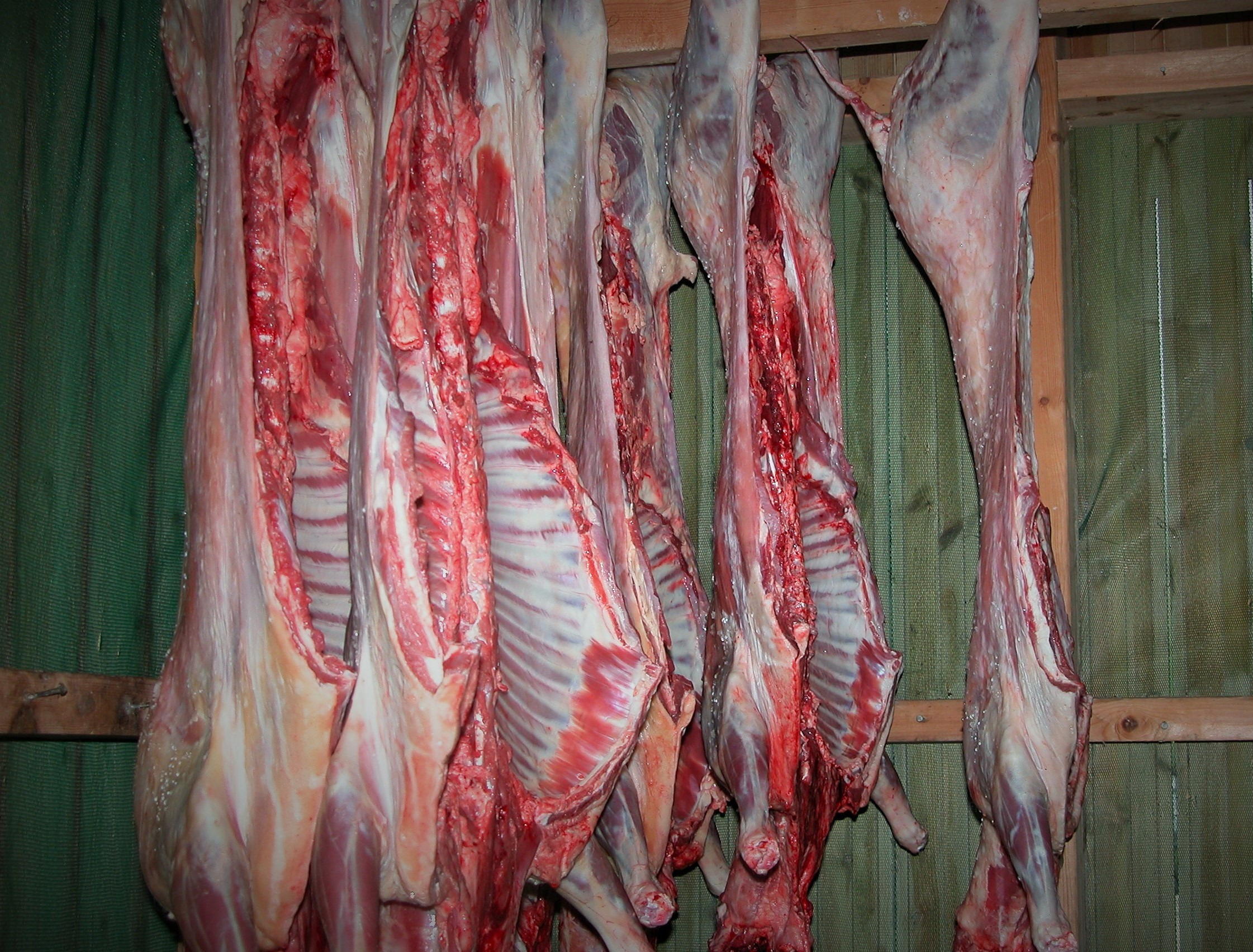
Schafe werden im Herbst geschlachtet

Neben dem Ræst-Verfahren praktizieren die Färinger traditionelle Lufttrocknung für verschiedene Fleisch- und Fischarten. Aufgeschnittene Schafe werden meist in einem Stück aufgehängt, während Fisch paarweise auf Trockenstangen als Stockfisch aufgehängt wird. Grindwalfleisch wird in Streifen geschnitten und um die Trockenstange gewunden.
Die Konservierung von Seevögeln folgt ähnlichen Prinzipien wie die Fleischkonservierung. Papageitaucher und Eissturmvögel werden am Rücken aufgeschnitten und paarweise zusammengebunden zum Trocknen aufgehängt. Der Eissturmvogel wird als besonders geschätzte saisonale Delikatesse betrachtet und traditionell in den Hjallur getrocknet.
Die Lufttrocknung birgt spezifische Risiken: Einbrechende Kälte kann dazu führen, dass die gewünschte Ræst-Stufe übersprungen wird, ungewöhnliche Wärme lässt das Fleisch ranzig werden, und Fliegenmaden können das Fleisch verderben. Diese Konservierungsverfahren sind nur aufgrund der hohen Luftfeuchtigkeit und des hohen Salzgehalts der färöischen Luft möglich, die ein Verrotten der Produkte verhindern.

### Pökelverfahren
Eine weitere wichtige Konservierungsmethode stellt das Pökeln dar, das sowohl in Salzlake als auch trocken durchgeführt wird. Beide Verfahren wurden in Fässern praktiziert, wobei Salz aufgrund seiner Knappheit früher eine Mangelware darstellte und primär für die Verarbeitung des Klippfischs verwendet wurde, der in den Export ging. Grindwalfleisch wird neben der Trocknung auch gepökelt, wobei sowohl das Fleisch als auch der Walspeck entweder trocken oder in Salzlake gepökelt werden. Der gepökelte Walspeck gilt als besondere Delikatesse.
Die färöischen Salzfischproduzenten verwenden für ihre hochwertigen Salzfische üblicherweise Ibiza-Meersalz, das für seine hohe Qualität und Reinheit bekannt ist. Der Salzungsprozess erfolgt durch Einlegen der Fische in eine Salzlösung für etwa vier Wochen, wobei der Reifungsprozess dem Salzfisch seinen charakteristischen Geschmack verleiht.

### Historische Konservierungsverfahren
Historische Aufzeichnungen belegen die Verwendung von Asche als Konservierungsmittel in der färöischen Küche. Asche aus verbrannten Algen und Seegras wurde nicht nur zum Würzen verwendet, sondern gelegentlich auch zur Haltbarmachung eingesetzt. Diese Anwendung der Asche ergänzte das Spektrum der verfügbaren Konservierungsverfahren in einer Zeit, als andere Konservierungsmittel schwer verfügbar waren.

## Hauptzutaten und Gerichte

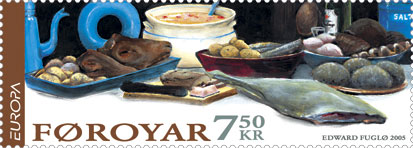
Auf einer färöischen Briefmarke abgebildet: Schafskeulen, Grindwalfleisch und -speck, Klippfisch (vorn von links nach rechts)

Schaf- und Lammfleisch bilden zusammen mit Fisch und Meeresfrüchten aus dem Nordatlantik die zentralen Nahrungsgrundlagen der färöischen Küche, wobei diese durch die jahrhundertelang traditionellen Konservierungsverfahren haltbar gemacht werden. Das charakteristische Ræst-Verfahren, eine spezielle Form der Lufttrocknung und Fermentation, stellt eine einzigartige Methode zur Fleisch- und Fischkonservierung dar, die ohne Salz oder Rauch auskommt und den Produkten einen intensiven Umami-Geschmack verleiht.
Pflanzliche Nahrungsmittel beschränken sich aufgrund der klimatischen Bedingungen hauptsächlich auf robuste Wurzel- und Knollengemüse wie Kartoffeln, Steckrüben, Kohlrabi sowie Möhren und Zwiebeln, die erst durch jahrhundertelange Anpassung oder Einführung zu Bestandteilen der lokalen Küche wurden.
Traditionelle Spezialitäten wie Skerpikjøt, ein sechs bis neun Monate luftgetrocknetes Schafsfleisch, und Ræstur Fiskur, luftgetrockneter fermentierter Fisch, repräsentieren die charakteristischen Fermentationstechniken, die in speziellen Trockenschuppen (Hjallur) unter Einwirkung der salzigen Atlantikluft entstehen und heute sowohl als Nahrungsquelle als auch als wichtige Symbole kultureller Identität fungieren.

### Fleisch- und Wurstwaren

#### Schaf- und Lammfleisch

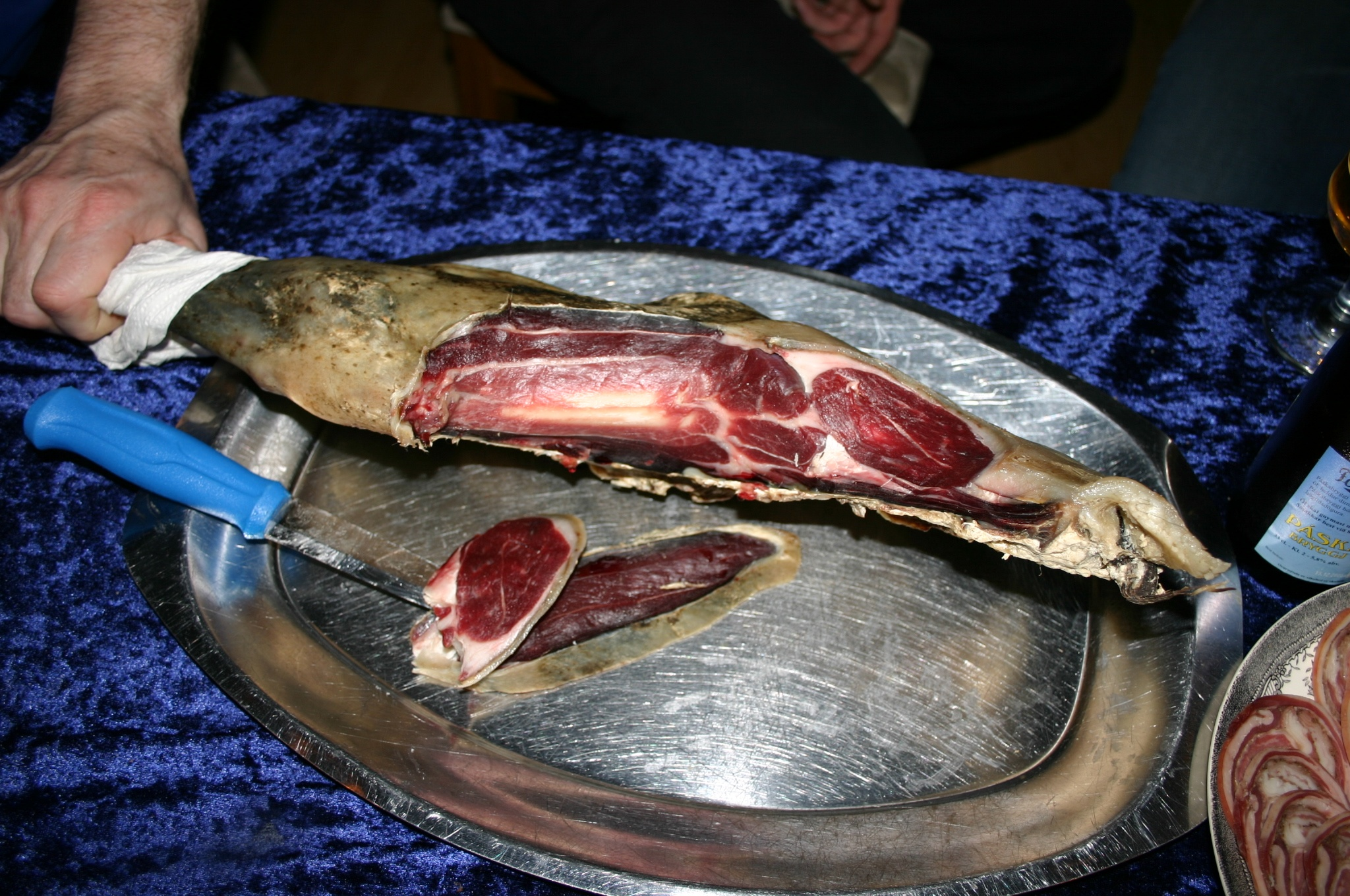
Skerpikjøt, luftgetrocknetes Schaffleisch

Schaf- und Lammfleisch stellen eine zentrale Komponente der färöischen Küche dar und bilden gemeinsam mit verschiedenen traditionellen Zubereitungsmethoden die Grundlage für zahlreiche charakteristische Gerichte der Färöer-Inseln. Das färöische Schafsfleisch ist durch die Freilandhaltung auf den kräuterreichen Weiden der Inseln geprägt, wodurch es einen ausgeprägten, leicht wilden Geschmack entwickelt. Das traditionellste Gericht nennt sich Seyað Heystblástur, was übersetzt „windgetrocknetes Lamm“ bedeutet.
Das wichtigste traditionelle Fleischgericht ist Skerpikjøt, ein sechs bis neun Monate luftgetrocknetes Schafsfleisch, das als besondere Delikatesse gilt. Der Trocknungsprozess umfasst drei Reifestadien: Visnaður bezeichnet das Fleisch nach wenigen Tagen, Ræstur beschreibt das halbgetrocknete Stadium nach einigen Monaten mit deutlichem Umami-Geschmack, während Skarpræstur das vollständig getrocknete Fleisch nach sechs bis neun Monaten mit sehr strengem Geschmack bezeichnet. Das fertige Skerpikjøt wird in dünne Scheiben geschnitten und traditionell auf Roggenbrot serviert.
Eine weitere traditionelle Spezialität stellt der Seyðahøvd (Schafskopf) dar, der nach dem Abbrennen des Fells gewaschen und entweder eingelagert oder halbiert wird. Nach etwa einer halben Stunde Kochzeit wird er bis auf den Knochen verzehrt. Das Gericht gilt als Festmahl für besondere Anlässe und ist in den Tiefkühltruhen der Supermärkte erhältlich.

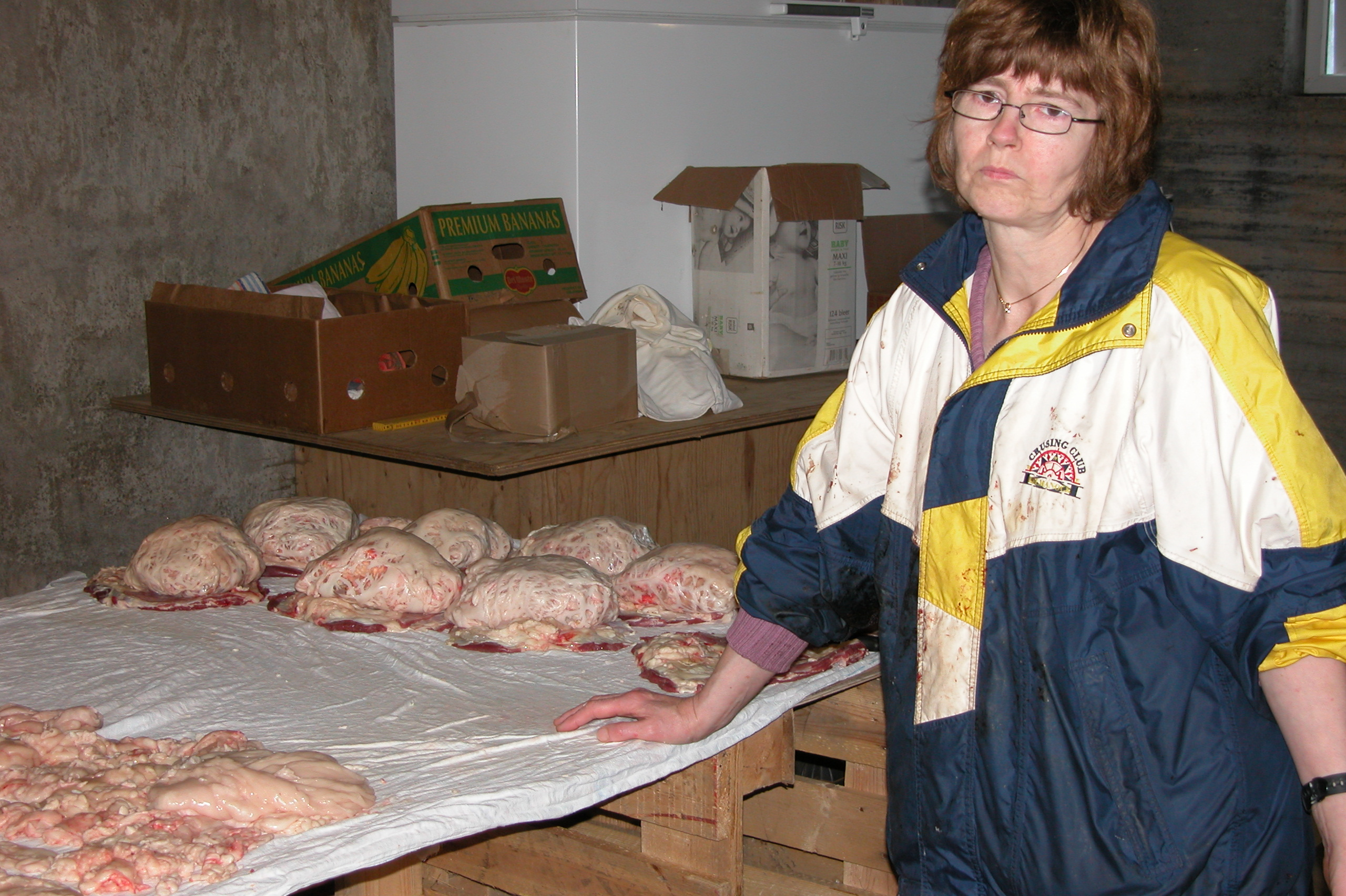
Herstellung von Garnatálg

Die vollständige Verwertung des Schafes zeigt sich auch in verschiedenen Innereien-Gerichten: Die Skólpasúpan (Hodensuppe, auch Eistnasúpan, Nossasúpan oder Purrusúpan genannt) ist ein alltägliches Gericht. Die Blóðpylsa (Blutwurst) wird aus Schafsblut hergestellt, während die Sperðil, eine Wurst aus Innereien und Schafstalg, traditionell zu Weihnachten serviert wird. Tálgalivur besteht aus Schafsleber, die mit Schafstalg und meist auch mit Zwiebeln und Pfeffer gefüllt wird. Rullepølse ist eine gerollte Wurst aus Schaffleisch, Fett, Gewürzen und Kräutern, die schichtweise aufgebaut und zu einer Wurst gerollt wird.
Garnatálg bildet eine besondere färöische Spezialität aus Schafstalg. Das Darmfett wird zu großen ovalen Stücken geformt und in den Hjallur luftgetrocknet. In Scheiben geschnitten wird es als Bratfett, Beilage oder zur Zubereitung einer Sauce verwendet, die zu getrocknetem und fermentiertem Fisch serviert wird.
Die traditionellen Bezeichnungen für Schafsfleisch folgen der färöischen Terminologie: Seyður bezeichnet sowohl das Tier als auch das Fleisch allgemein, ein Widder oder Schafsbock wird Veðrur genannt (auch Wappentier der Färöer), und ein Lamm heißt Lamb. Gepökeltes Schafsfleisch trägt die Bezeichnung Soltukjøt.

#### Grindwalfleisch und -speck

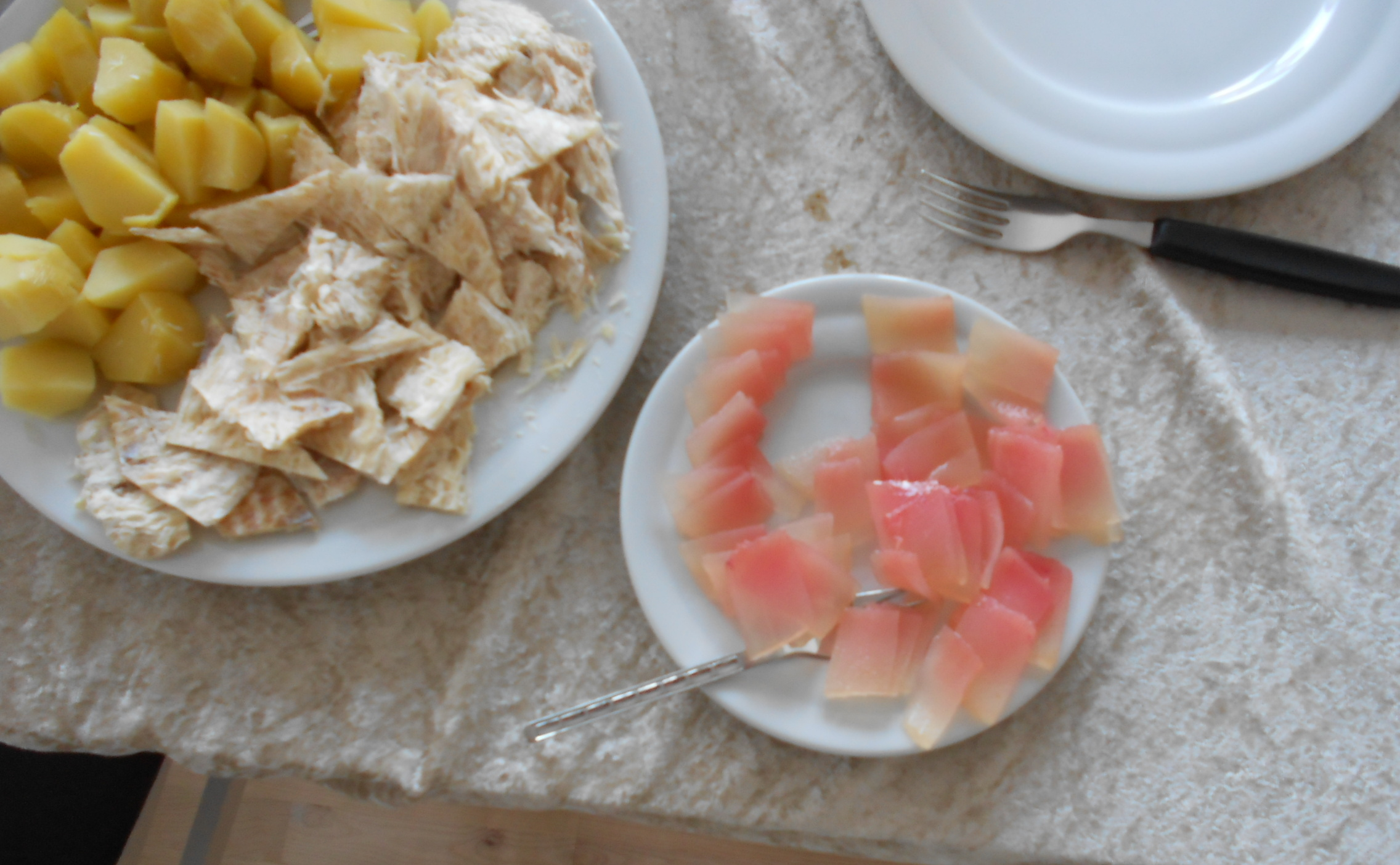
Tvøst og spik: Grindwalfleisch und
-speck, Trockenfisch und Salzkartoffeln

Der Grindwal (Globicephala melas) stellt historisch eine der bedeutendsten Nahrungsquellen der Färinger dar. Das Grindwalfleisch wird in verschiedenen Formen zubereitet und konserviert. Tvøst og spik (Grindwalfleisch und -speck) gelten als besonders nahrhaft und vitaminreich. Das Fleisch ist von natürlich dunkler, nahezu schwarzer Farbe, während der Speck eine durchsichtige bis leicht gelbliche Färbung aufweist.
Die traditionelle Zubereitung von Grindwalfleisch umfasst mehrere Methoden. Saltgrind bezeichnet gekochtes und gesalzenes Grindwalfleisch, das typischerweise mit Kartoffeln und Senf serviert wird. Das Fleisch wird dabei in Salzwasser gekocht und erhält einen intensiven, nach Angaben von Kennern dem Rindfleisch ähnlichen Geschmack. Grindabúffur ist ein Grindwal-Steak, das mit weißer Soße und Kartoffeln zubereitet wird.
Zur Konservierung werden sowohl das Fleisch als auch der Speck durch verschiedene Verfahren haltbar gemacht. Beim Windtrocknen (Ræst) wird das Fleisch etwa acht Wochen lang der salzigen Atlantikluft ausgesetzt wird. Diese Methode verleiht dem Fleisch einen charakteristischen, intensiven Geschmack. Alternativ wird das Fleisch in Trockensalz (Turrsaltað) oder in stark salziger Lake (Lakasaltað) konserviert. Das getrocknete Fleisch wird in lange Streifen geschnitten (Grindalikkja) und unter Dächern aufgehängt.
Der Speck wird auf ähnliche Weise behandelt und kann gekocht, gesalzen oder getrocknet werden. Getrockneter Speck wird häufig als Beilage zu getrocknetem Fisch serviert. Die Zubereitung erfolgt oft durch Kochen in Salzwasser für etwa eine Stunde zusammen mit Kartoffeln und Speck.

#### Seevögel
Die färöische Küche nutzt eine vielfältige Palette von Seevögeln. Der Papageitaucher (Fratercula arctica) galt historisch als die wichtigste Art für die Vogeljagd. Die Färöer beherbergen einige der größten Atlantik-Papageitaucher-Kolonien, doch aufgrund dramatischer Populationsrückgänge seit 2013 wurden lokale Schutzmaßnahmen vorgenommen und Jagdverbote ausgesprochen. Der Eissturmvogel (Fulmarus glacialis) wird heute als die wichtigste Art für die Jagd angesehen. Die Population wird auf etwa 800.000 Vögel geschätzt, von denen jährlich etwa 100.000 Jungvögel erjagt werden. Der Eissturmvogel wird Ende August gefangen, wenn die Jungvögel zu fett geworden sind, um zu fliegen. Diese Vögel werden besonders geschätzt, da sie eine saisonale Delikatesse darstellen. Die Trottellumme (Uria aalge) ist ein weiterer wichtiger Seevogel in der färöischen Küche. Historisch stellten Papageitaucher, Eissturmvögel und Trottellummen eine entscheidende Fleischquelle dar. Weitere genutzte Arten umfassen Basstölpel (Morus bassanus), Dreizehenmöwen (Rissa tridactyla), Kormorane (Phalacrocorax aristotelis), Atlantiksturmtaucher (Puffinus puffinus), Tordalke (Alca torda) und Raubmöwen (Stercorarius).

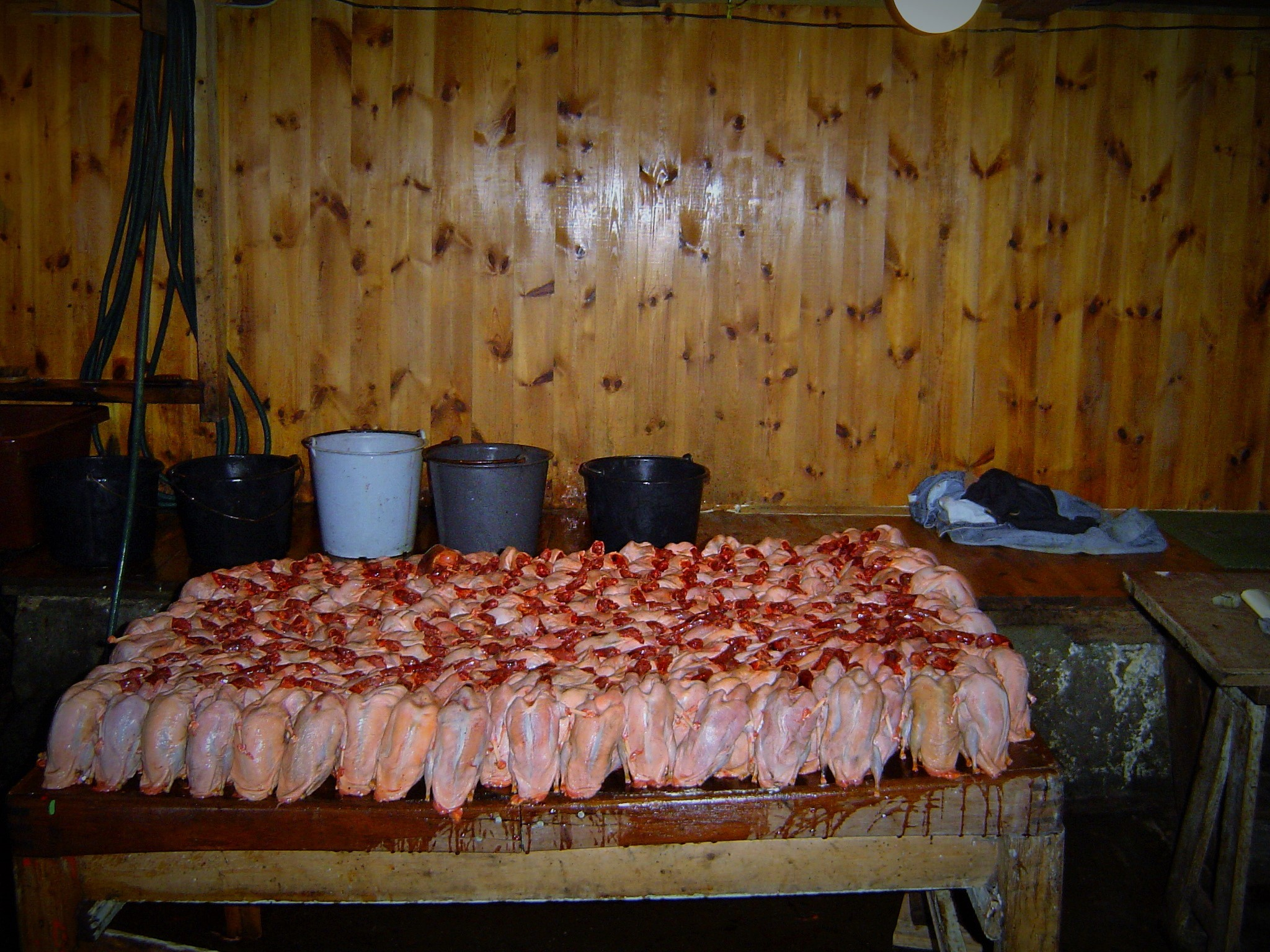
Geschlachtete Papageitaucher auf Stóra Dímun

Die traditionelle Vogeljagd erfolgt mit der Fleygastong, einer etwa 3,5 Meter langen Vogelfangstange aus Bambus oder glasfaserverstärktem Kunststoff, die an einem Ende ein V-förmiges Netz trägt. Diese Methode erfordert, dass sich der Vogelfänger in eine Nische an den Vogelfelsen setzt, eine gefährliche Arbeit an mehreren hundert Meter hohen Klippen. Mit einer Fleygastong können täglich etwa 100 Papageitaucher gefangen werden, an guten Tagen auch bis zu 1000 Vögel und mehr. Die jährliche Jagdbeute schwankt zwischen 65.000 und 240.000 Vögeln, hauptsächlich Jungvögel und Papageitaucher. Aufgrund der Populationsrückgänge in den letzten Jahrzehnten liegt die tatsächliche Zahl zwischen 50.000 und 100.000 Vögeln, wobei hauptsächlich Eissturmvögel gejagt werden. Das traditionelle Sammeln der Eier wird ebenfalls nur noch in kleinem Maßstab praktiziert, hauptsächlich von Sturmmöwen, Trottellummen und Eissturmvögeln.
Die Konservierung von Seevögeln folgt denselben Prinzipien wie die Fleischkonservierung in der färöischen Küche, und zwar mittels Ræst in den Hjallur, deren Lattenwände eine ganzjährige Durchlüftung ermöglichen. Papageitaucher und Eissturmvögel werden am Rücken aufgeschnitten und paarweise zusammengebunden zum Trocknen aufgehängt.
Die Zubereitung von Seevögeln in der färöischen Küche folgt traditionellen Methoden, die sich über Jahrhunderte entwickelt haben. Bei der Zubereitung mit Haut werden die Vögel zunächst gerupft, was mehr Zeit und Geduld erfordert, aber eine etwa einen Zentimeter dicke Fettschicht auf dem Fleisch belässt. Der Flaum wird mit einem Gasbrenner abgebrannt, was dem Vogel einen besonderen Geschmack verleiht. Die Vögel werden mit Salz und Pfeffer gewürzt und im Backofen gebraten. Alternativ werden sie gekocht und mit Sauce und Kartoffeln als Beilage serviert. Eine traditionelle Zubereitungsweise für Papageitaucher besteht darin, die an der Halsöffnung zugenähten Vögel eineinhalb Stunden lang in Salzwasser zu kochen. Diese Methode wird oft mit Pellkartoffeln und Marmelade als Beilage serviert.

### Fisch und Meeresfrüchte

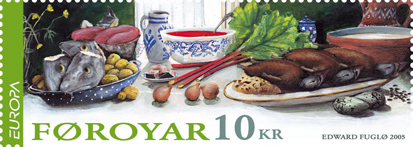
Auf einer färöischen Briefmarke abgebildet: Dorschköpfe, Rhabarber, gefüllte Papageitaucher (vorn von links nach rechts)

Die färöische Küche verwendet eine Vielzahl von Fischarten aus dem Nordatlantik. Zu den wichtigsten gehören Atlantischer Kabeljau (Toskur; Gadus morhua), Schellfisch (Hýsa; Melanogrammus aeglefinus), Heilbutt (Kalvi; Hippoglossus hippoglossus) und Atlantischer Hering (Sild; Clupea harengus). Der Schellfisch ist mit seinem charakteristischen schwarzen Fleck über der Brustflosse und der schwarzen Seitenlinie ein wichtiger Bestandteil der färöischen Küche. Heilbutt wird häufig in cremigen Fischsalaten verwendet, wobei der traditionelle Kalvasalat eine beliebte Spezialität darstellt. Die Makrele (Makrelur; Scomber scombrus) wandert in den Sommermonaten in die Jagdhabitate um die Färöer-Inseln. Dieser gestreifte Fisch hat ein köstlich festes und fettes Fleisch, das extrem reich an Omega-3-Fettsäuren ist. Hering spielt ebenfalls eine zentrale Rolle in der nordischen Esskultur der Färöer. Atlantischer Lachs (Laksur; Salmo salar) wird in den Fjorden und Sunden der Färöer-Inseln gezüchtet. Dafür sind die Bedingungen mit konstanten Wassertemperaturen um 8 Grad Celsius ideal. Färöer-Lachs ist weltweit für seine herausragende Qualität bekannt und wird von Spitzenköchen geschätzt.

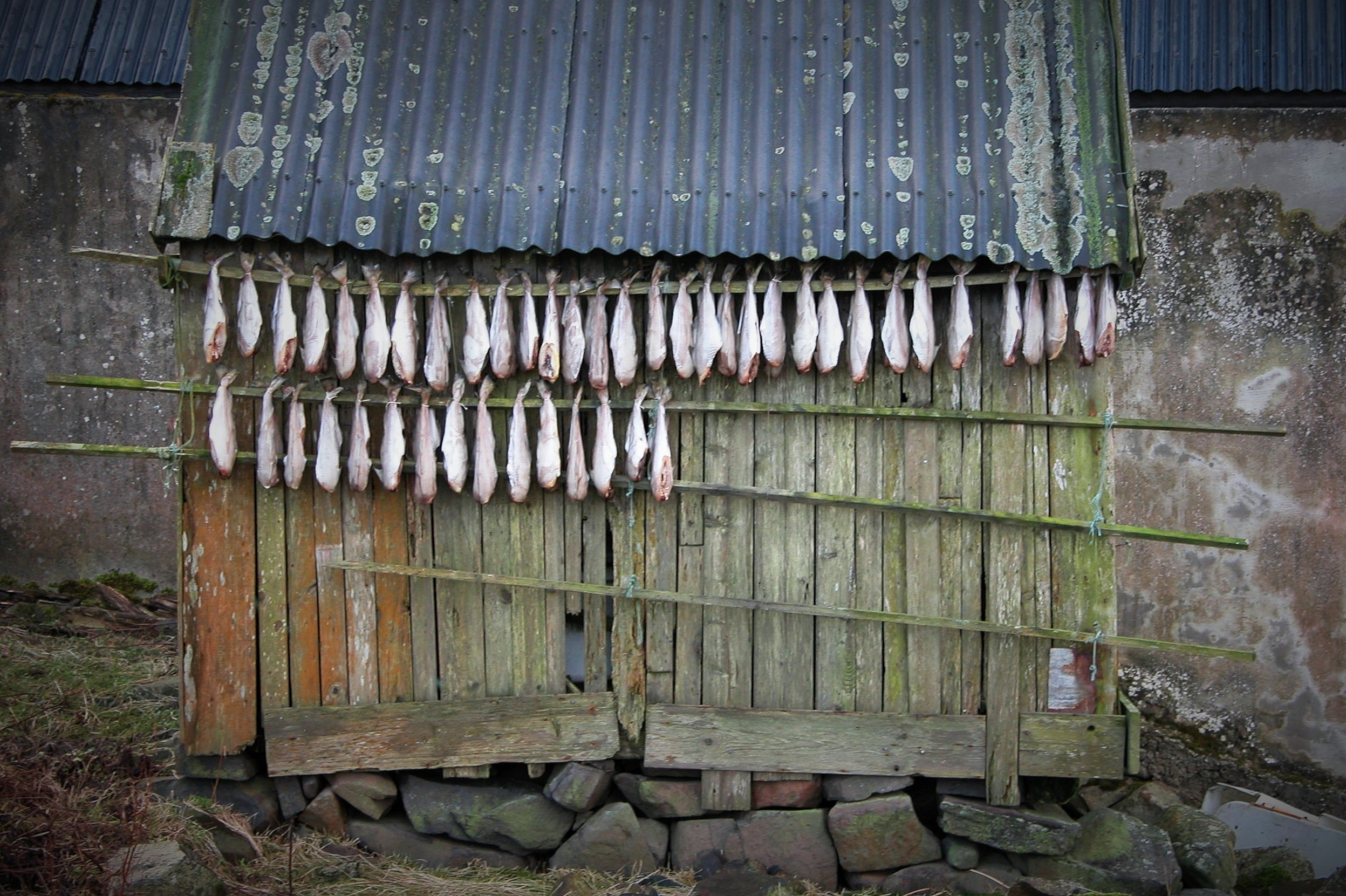
Luftgetrockneter Fisch

Für die Herstellung von Ræstur Fiskur, dem luftgetrockneten fermentierten Fisch, werden hauptsächlich Kabeljau und Seelachs (Upsi; Pollachius virens) verwendet. Gelegentlich kommen auch Schellfisch und Leng (Longa; Molva molva) zum Einsatz. Kleinere Fische eignen sich besonders gut für die Lufttrocknung, da sie gleichmäßiger trocknen und fermentieren. Dafür werden die Fische paarweise am Schwanz zusammengebunden (fiskagreipa) und unter dem Dach im Freien aufgehängt.
Klippfisk oder Saltfiskur ist gesalzener und anschließend luftgetrockneter Kabeljau. Für die Färinger ist die Fischsalzung eine Tradition. Gesalzener Fisch war die Ware, die die Färöer-Inseln im 19. Jahrhundert zu einer Fischereination transformierte. Der Salzfisch wird vor der Zubereitung ein bis zwei Tage in Wasser eingeweicht. Die färöische Brandade ist eine Interpretation des klassischen französischen Gerichts Brandade de morue, bei der eingelegte rote Zwiebeln der salzigen und schweren Geschmacksrichtung des Salzfisches und Kartoffelpürees Säure verleihen. Das Gericht wird mit geriebenem Käse überbacken und mit gegrillten Brotstücken serviert. Fisksúpan sind Suppen aus fangfrischem Fisch, die typischerweise eine Mischung aus verschiedenen Fischarten und Meeresfrüchten enthalten. Eine traditionelle Bouillabaisse-ähnliche Suppe beinhaltet Scholle für die Brühe, Lachs für die Textur und Kaltwassergarnelen für den salzigen Geschmack. Fiskaknettir sind Fischklößchen, die aus Schellfisch und Schaf-Talg zubereitet werden. Eine besondere Spezialität sind Rognaknettir, die aus Rogen hergestellt werden. Aus den Fischklößchen wird auch eine Suppe gekocht, die Knettasúpan genannt wird. Fiskakøka ist ein Fischkuchen oder -pudding. Fiskabolli oder Frikadellur sind Fischfrikadellen. Diese Gerichte werden traditionell mit verschiedenen Fischarten zubereitet, wobei Kabeljau, Schellfisch und Seelachs am häufigsten verwendet werden. Grunnishøvd sind fermentierte Kabeljauköpfe, die in einem Beutel mit Heu drei bis vier Wochen lang in einem kalten Raum gelagert werden. Obwohl dieses Gericht einen besonders starken Geruch hat, wird es gereinigt und entsprechend zum Abendessen gekocht.
Hummer (Hummar) und Garnelen (Rækja) sind die am häufigsten konsumierten Krustentiere. Der Kaisergranat (Nephrops norvegicus) ist besonders begehrt. Diese Langusten können in den färöischen Fjorden gefunden werden, die zu den saubersten und frischesten Meeresumgebungen der Welt gehören. Der Taschenkrebs (Cancer pagurus), der einen Panzer von bis zu 30 cm Breite haben und bis zu 5 kg wiegen kann, und die Rote Tiefseekrabbe (Chaceon affinis) gewinnen an Popularität. Kleine Pilgermuscheln (Aequipecten opercularis) werden kommerziell gefischt. Diese fächerförmigen Muscheln sind zwar klein, bieten aber einen besonderen Geschmack. Der Nordische Kalmar (Loligo forbesii) wird in den Gewässern um die Färöer-Bank gefangen.

### Gemüse
Die wichtigsten Hauptzutaten aus dem Pflanzenreich umfassen eine überschaubare Anzahl von Wurzel- und Knollengemüse, die sich an die besonderen Bedingungen der Färöer-Inseln angepasst haben oder über Jahrhunderte eingeführt wurden. Kartoffeln stellen das wichtigste pflanzliche Grundnahrungsmittel der färöischen Küche dar. Sie wurden erst im 19. Jahrhundert eingeführt und etablierten sich in den 1820er und 1830er Jahren als zentrale Feldfrucht, als die Pächter begannen, kleine Landparzellen einzuzäunen und zu kultivieren. Die färöische Sprache widmet der Kartoffel, dem Epli, diverse Gerichte, die unter dem Begriff Eplamatur (Kartoffelgericht) zusammengefasst werden, wie die Eplasúpan (Kartoffelsuppe) und der Eplasalat (Kartoffelsalat). Viele Familien auf dem Land versorgen sich mit Kartoffeln vom eigenen Feld, dem Eplabøur, wobei die Erntezeit in den August fällt. Beim Anbau werden die Kartoffelknollen traditionell zwischen zwei Grassoden Gras an Gras geschichtet.

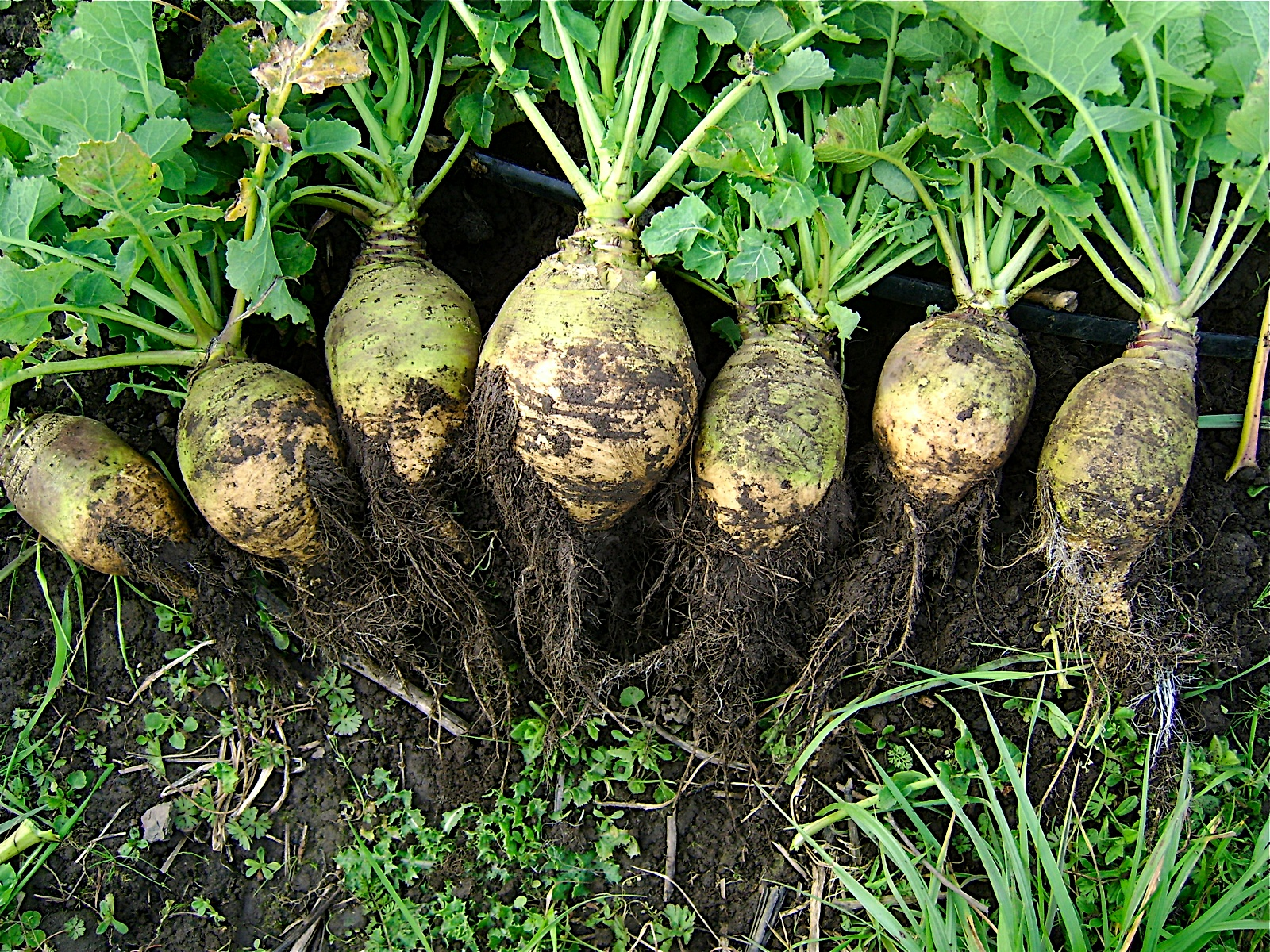
Steckrüben nach der Ernte

Steckrüben (Brassica napus) gehören zu den traditionellen Wurzelgemüsen der Färinger. Sie wachsen langsam auf den Inseln, wodurch sie sich mit intensiven Aromen füllen. Vor der Einführung der Kartoffel dominierten Steckrüben als Hauptnahrungsmittel. Außerdem wurden Rübsen (Brassica rapa) angebaut. Steckrüben wuchsen tief in den Boden hinein und mussten mit einem Spaten ausgegraben werden, während die Rübsen oberflächennah wuchsen und von Hand gepflückt werden konnten. Kohlrabi (Brassica oleracea) zählt ebenfalls zu den wichtigen Gemüsesorten der färöischen Küche. Die Anbaufläche, in der Wurzelgemüse kultiviert wurde, wurde als Rótakál bezeichnet. Kohlrabi wird neben anderen Kohlarten wie Weißkohl und Grünkohl auf den Färöern angebaut. Nur Möhren und Zwiebeln sind weitere bedeutende Gemüse in der färöischen Küche.
Neben den kultivierten Gemüsesorten spielen wilde Pflanzen eine ergänzende Rolle in der färöischen Küche. Wald-Engelwurz (Angelica sylvestris) war jahrhundertelang sowohl wild gesammelt als auch in Gärten kultiviert worden. Sie wurde traditionell besonders zum Mittsommerfest und bis zum Ólavsøka (St.-Olavs-Fest; Nationalfeiertag der Färinger; 28./29. Juli) gesammelt. Die Engelwurzstängel wurden traditionell zusammen mit dicker, cremiger Sauermilch serviert und als Leckerbissen angeboten. Auch frisch gepflückt, entweder aus dem Garten oder wild von den Berghängen, wurde sie verzehrt. Wiesen-Sauerampfer (Rumex acetosa) gilt ebenfalls als beliebte wilde Nahrungspflanze der Färöer und wird ähnlich wie auf Island verwendet. Wiesen-Schaumkraut (Cardamine pratensis) wurde in Suppen verwendet, während die zarten Blätter des Löwenzahn (Taraxacum) als Frühlingsgemüse bereits um 1800 erwähnt werden.

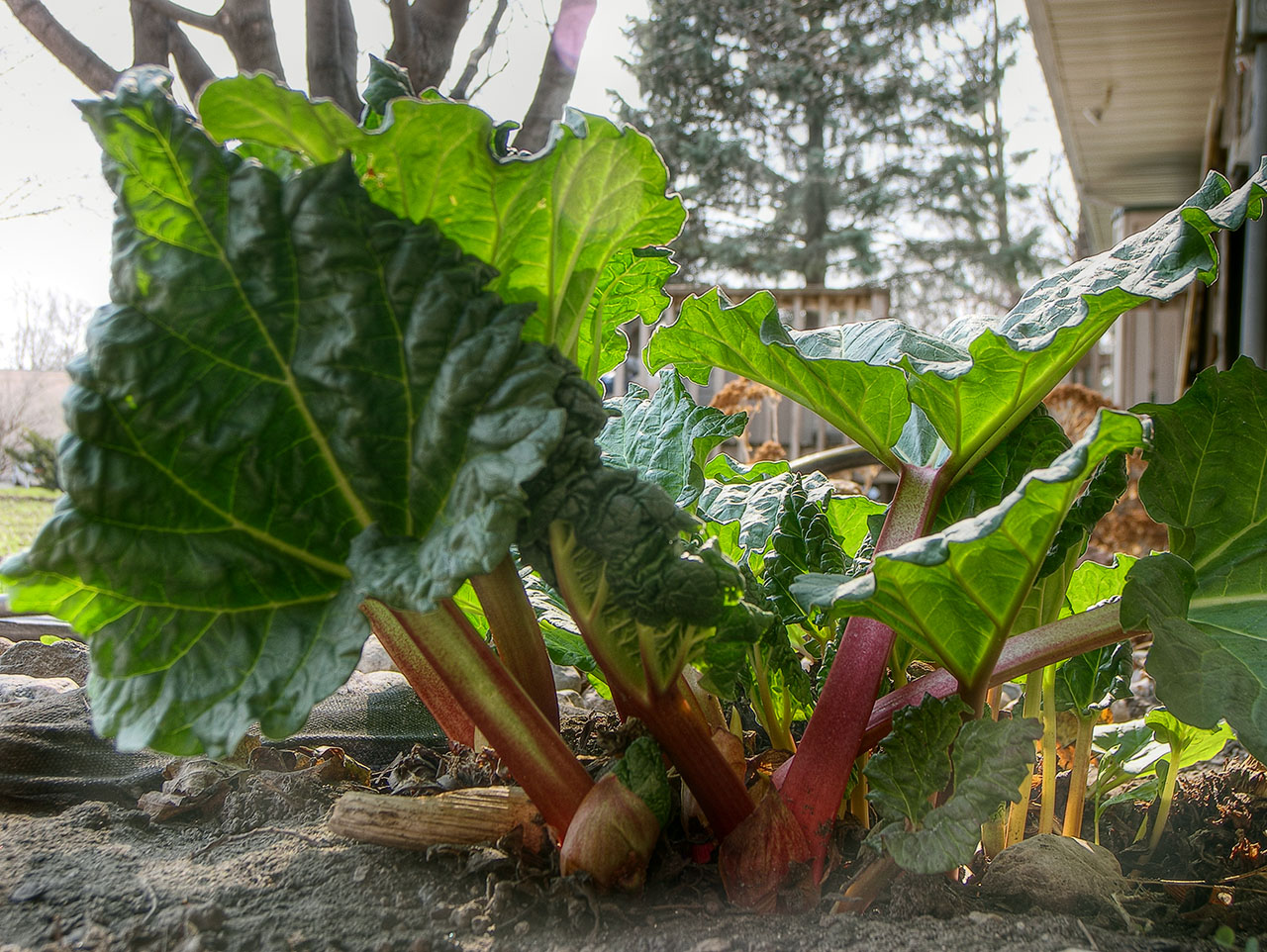
Junge Rhabarberpflanze

Rhabarber (Rheum) nimmt eine besondere Stellung in der färöischen Küche ein, da er eine der wenigen Pflanzen ist, die auf den Färöern in nennenswerter Qualität gedeiht. Der färöische Rhabarber (Rabarba) unterscheidet sich von kontinentalen Varianten dadurch, dass er weitgehend frei von Oxalsäure ist, wodurch er länger nutzbar ist als in Mitteleuropa. Er wird auch im heimischen Rhabarbargarten (Rabarbugarður) kultiviert. Traditionelle Zubereitungen umfassen Rabarbugreytur (Rhabarbergrütze) als beliebtes Dessert, Rabarbusúltutoy (Rhabarberkonfitüre) für den Frühstückstisch, Rabarbusuppa (Rhabarbersuppe) und Rabarbuvín (Rhabarberwein).
Die moderne färöische Landwirtschaft hat das Spektrum der angebauten Gemüse erweitert. Heute bauen Landwirte auf den Färöern Rote Bete, Radieschen, Steckrüben, Kartoffeln, Möhren und Topinambur an. In Gewächshäusern werden zusätzlich verschiedene Salatsorten und Kräuter wie Basilikum, Oregano, Rosmarin und Dill, sowie Tomaten, Paprika, Gurken und Erdbeeren kultiviert.

### Getränke
Die färöische Milchwirtschaft ist relativ klein, aber dennoch bedeutsam. Auf den Inseln werden jährlich etwa 7,5 Millionen Liter Milch von circa 1.150 Kühen produziert. Die einzige Molkerei der Färöer, Mjólkarvirki Búnaðarmanna (MBM), verarbeitet die Milch zu verschiedenen Produkten. Butter wird in begrenzten Mengen lokal produziert, wobei der Großteil der Molkereiprodukte importiert werden muss. Die färöische Milch zeichnet sich durch einen Fettgehalt von etwa 4,2 % und einen Proteingehalt von etwa 3,45 % aus.

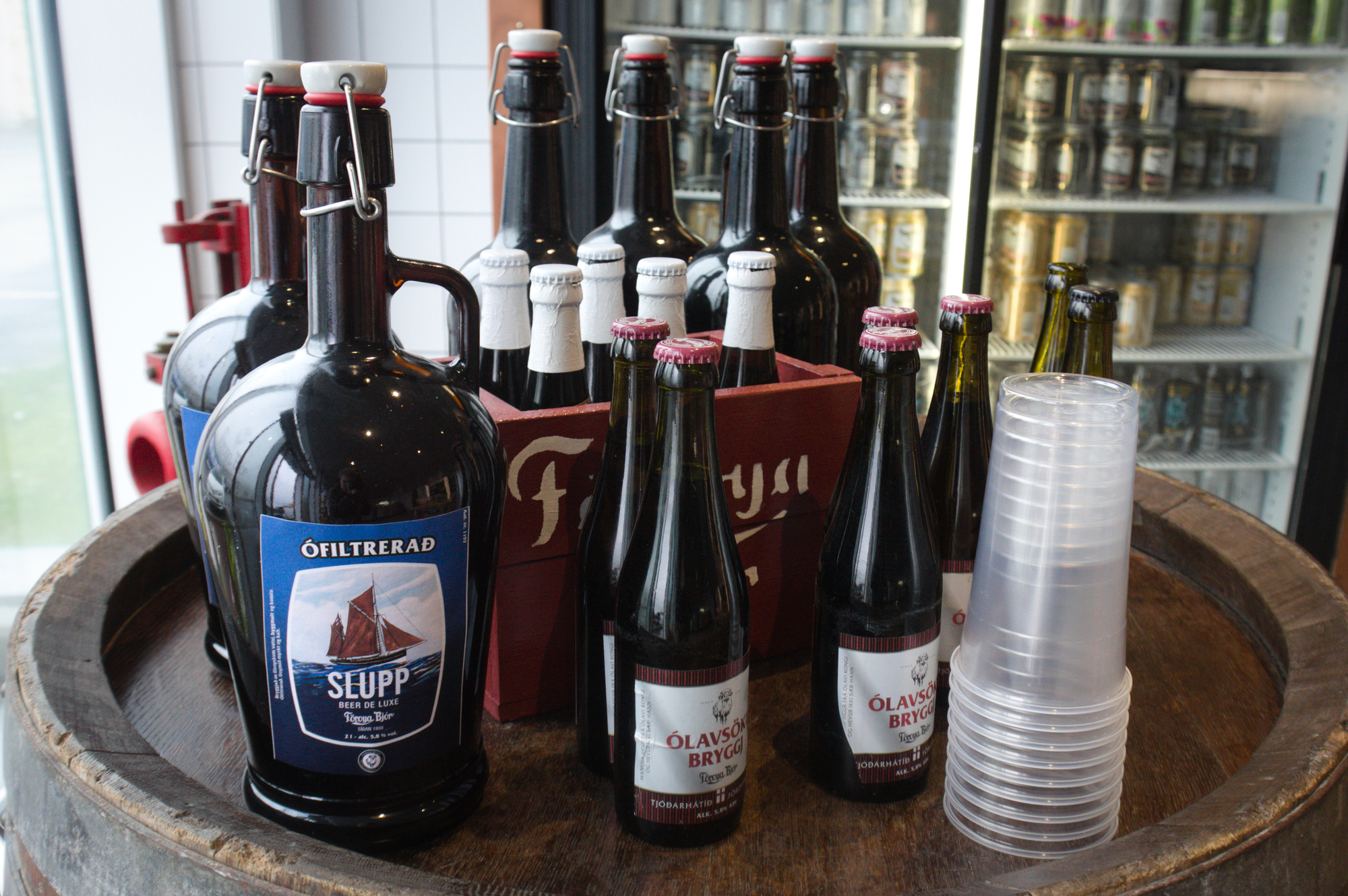
Biersortiment der Föroya Bjór

Das färöische Bier wird von der Brauerei Föroya Bjór hergestellt, die seit 1888 in Klaksvík ansässig ist. Die Brauerei produziert elf verschiedene Biersorten, wobei das am weitesten verbreitete das Leichtbier (Ljóst Pilsnar) mit 2,7 % Alkohol ist. Weitere Sorten umfassen ein Pilsner (Veðrur), ein Exportbier (Gull), ein Stout (Portari), ein Lagerbier (Black Sheep) und ein Malzbier. Die Qualität wird unter anderem mit der Reinheit des färöischen Brauwassers erklärt.
Spirituosen werden von der ersten Brennerei der Färöer, Einar’s Distillery, hergestellt. Das Sortiment umfasst Wodka, Gin, Aquavit (Akvavitt), Rum und Whisky, alle mit färöischen Zutaten wie frischem färöischem Wasser, Kümmel und lokalen Kräutern versetzt. Der färöische Aquavit erhielt 2018 den „Superior Taste Award“ vom International Taste & Quality Institute. Ein besonderes lokales Getränk ist Einar’s Faroese Rabarbu Liqueur, ein Rhabarberlikör mit 23 % Alkohol, hergestellt aus färöischem Rhabarber, färöischem Wasser, Holunderblüten und Rohrzucker.
Die traditionellen hausgemachten Säfte aus Rhabarber spielen ebenfalls eine Rolle in der färöischen Getränkekultur. Alkohol war auf den Färöern bis 1992 verboten, weshalb Bier und andere alkoholische Getränke heute nur in staatlich kontrollierten Geschäften (Rúsan) erhältlich sind.

## Kultur

### Mahlzeiten und Essrituale
Die färöische Küche zeichnet sich durch strukturierte Tagesmahlzeiten und spezifische Essrituale aus, die eng mit den klimatischen Bedingungen, der Arbeitswelt und den kulturellen Traditionen der Färöer-Inseln verbunden sind. Das traditionelle Mahlzeitensystem gliedert sich in drei Hauptmahlzeiten sowie eine charakteristische Zwischenmahlzeit.

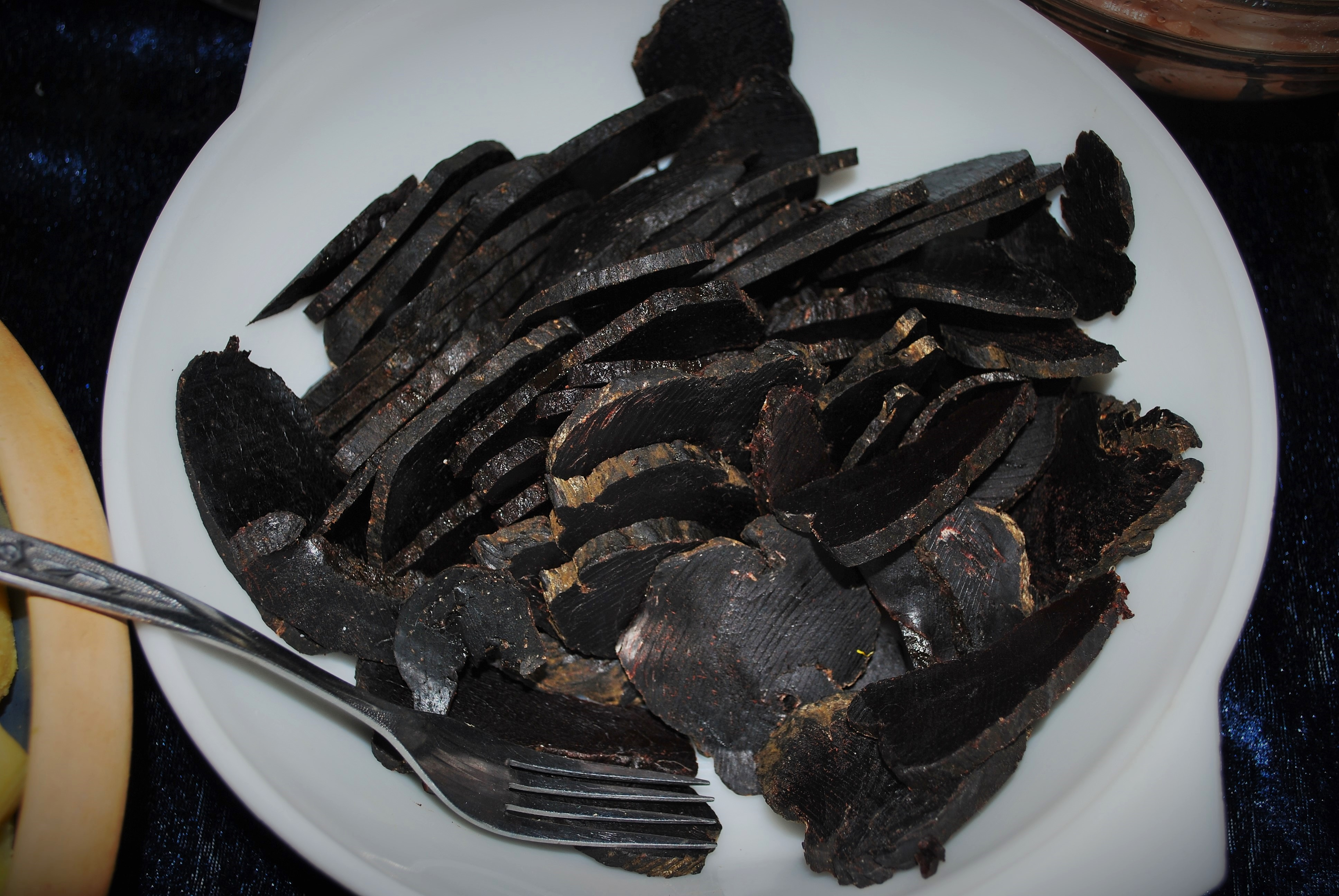
Walfleisch zum Døgurði (Mittagessen)

Der Tagesbeginn erfolgt mit dem Morgunmatur (Frühstück), das zwischen 9 und 10 Uhr eingenommen wird. Diese Mahlzeit wurde in früheren Zeiten in der Roykstova, der traditionellen Rauchstube des färöischen Farmhauses, zubereitet. Dort wurde ein rundes ungesäuertes Brot namens Drýlur über dem offenen Feuer gebacken. Das Morgunmatur wird oft mit dünn geschnittenen Stücken von luftgetrocknetem Schaffleisch serviert. Der arbeitenden Bevölkerung ging jedoch das Ábit (eigentliches Frühstück) voraus, das aus Brot und Milch sowie häufig Resten vom Abendessen des Vorabends bestand. Um etwa 14 bis 15 Uhr folgt das Døgurði (warmes Mittagessen), das als Hauptmahlzeit des Tages gilt. Traditionell wird dabei gekochter Fisch, Tvøst (getrocknetes Walfleisch) und Spik (Walspeck) oder Seevögel serviert. Seit der Einführung der Kartoffeln im 19. Jahrhundert gehören diese als unverzichtbare Beilage dazu. Zwischen dem Mittag- und dem Abendessen wird das Millummáli (Zwischenmahlzeit) eingenommen. Diese ursprünglich aus einer Scheibe Brot bestehende Mahlzeit hat sich zu einem Kaffee- und Kuchenritual entwickelt. Die Kaffekultur hat auf den Färöern in den letzten Jahrzehnten erheblich an Bedeutung gewonnen, wobei moderne Cafés wie das Brell Café in Tórshavn die traditionelle Kaffeekultur revolutioniert haben. Das Náturði (Abendessen) wird nach 21 Uhr eingenommen und bestand traditionell meist aus Schleimsuppe. Besondere Ereignisse wie die Kalbung einer Kuh führten zur Zubereitung von Kalvedans, einem Pudding aus dem Kolostrum. Im Gegensatz zu den anderen Mahlzeiten wurde zum Abendessen kein Brot gereicht, stattdessen verzehrte man Trockenfisch zur Suppe.
Die Portionsgrößen wurden früher nach dem Mannsverður (Mannwert) bemessen, der Tagesration für einen Erwachsenen. Diese entsprach einem der 20 Teile eines Schafes, einer Trottellumme, zwei Tordalken oder drei Papageitauchern. Für Frauen galt als Verður zwei Papageitaucher oder ein halbes Stück vom Zwanzigstel eines Schafs, bis sich die erste färöische Feministin Helena Patursson Ende des 19. Jahrhunderts für gleiche Portionen einsetzte. Das Essen wird von spezifischen Tischsitten begleitet. Zu Beginn einer Mahlzeit wünscht man mit Væl gagnist (wörtlich „wohl bekomm’s“) guten Appetit, was auch beim Betreten eines Raumes gesagt wird, wo Menschen speisen. Am Ende der Mahlzeit bedankt man sich mit Manga takk („vielen Dank“), worauf wieder ein Væl gagnist erwidert wird.
Ein besonderes Essritual stellt das Heimablídni (Gastfreundschaft zu Hause) dar, bei dem Gäste in private Häuser eingeladen werden. Diese jahrhundertealte Tradition entwickelte sich aufgrund der isolierten Lage der Inseln und der Notwendigkeit, bei schlechtem Wetter Schutz zu gewähren. Bei solchen Mahlzeiten werden traditionelle färöische Gerichte in familiärer Atmosphäre serviert, wobei die Gastgeber Geschichten über die lokale Geschichte und Kultur erzählen. Die Saisonalität prägt die Essrituale erheblich. Man unterscheidet vier Jahreszeiten für Frischfleisch: die Kalbzeit (Neujahr bis Frühling), die Vogelzeit, die Lammzeit und die Schlachtzeit der Schafe im Herbst. Diese saisonalen Zyklen bestimmen bis heute den Rhythmus der färöischen Esskultur und die Verfügbarkeit verschiedener Gerichte.
Bei festlichen Anlässen wird das Kalda borðið (kalter Tisch) serviert, eine Art Buffet mit traditionellen Spezialitäten wie getrocknetem Lamm, fermentiertem Fisch und Walfleisch. Diese Tradition verbindet die Mahlzeiten mit wichtigen sozialen Ereignissen wie Konfirmationen und Hochzeiten, wo oft mehrere hundert Personen teilnehmen.

### Geschirr und Besteck
Die traditionellen Küchenutensilien der färöischen Küche spiegelten die spezifischen Bedingungen des nordatlantischen Archipels wider und entwickelten sich über Jahrhunderte hinweg entsprechend den verfügbaren Materialien und funktionalen Anforderungen der insularen Lebensweise. Jeder Haushalt verfügte grundsätzlich über mindestens zwei Kochtöpfe, wobei einer ausschließlich für traniges und fettiges Essen wie Speck, Leber und andere Innereien bestimmt war, während der zweite für alle anderen Speisen verwendet wurde. Zur Aufbewahrung und zum Servieren von Speisen verwendeten die Färinger drei verschiedene Typen von Essenströgen: Fischtröge (Fiskatrog), Fleischtröge (Kjøttrog) und die sogenannten Snyktrog oder Grindatrog, die speziell für fettige oder tranige Speisen wie Grindwalfleisch und ähnliche Produkte vorgesehen waren.
Die Grundausstattung der Roykstova, dem zentralen Wohn- und Küchenraum der traditionellen färöischen Häuser, umfasste neben den Töpfen auch große Schöpflöffel oder Kochlöffel (Sleiv), Schaumkellen (Soðspón) und sonstige Rührstäbe zum Umrühren von Brei (Greytarsneis) sowie zum Schlagen von Milch oder Sahne, die als Schneebesen (Tyril) bezeichnet wurden. Eine sprachgeschichtliche Besonderheit stellt die Ableitung des neufäröischen Wortes Tyrla für Hubschrauber aus dem traditionellen Begriff Tyril dar, was die tiefe Verwurzelung dieser Küchengeräte in der färöischen Sprache verdeutlicht.

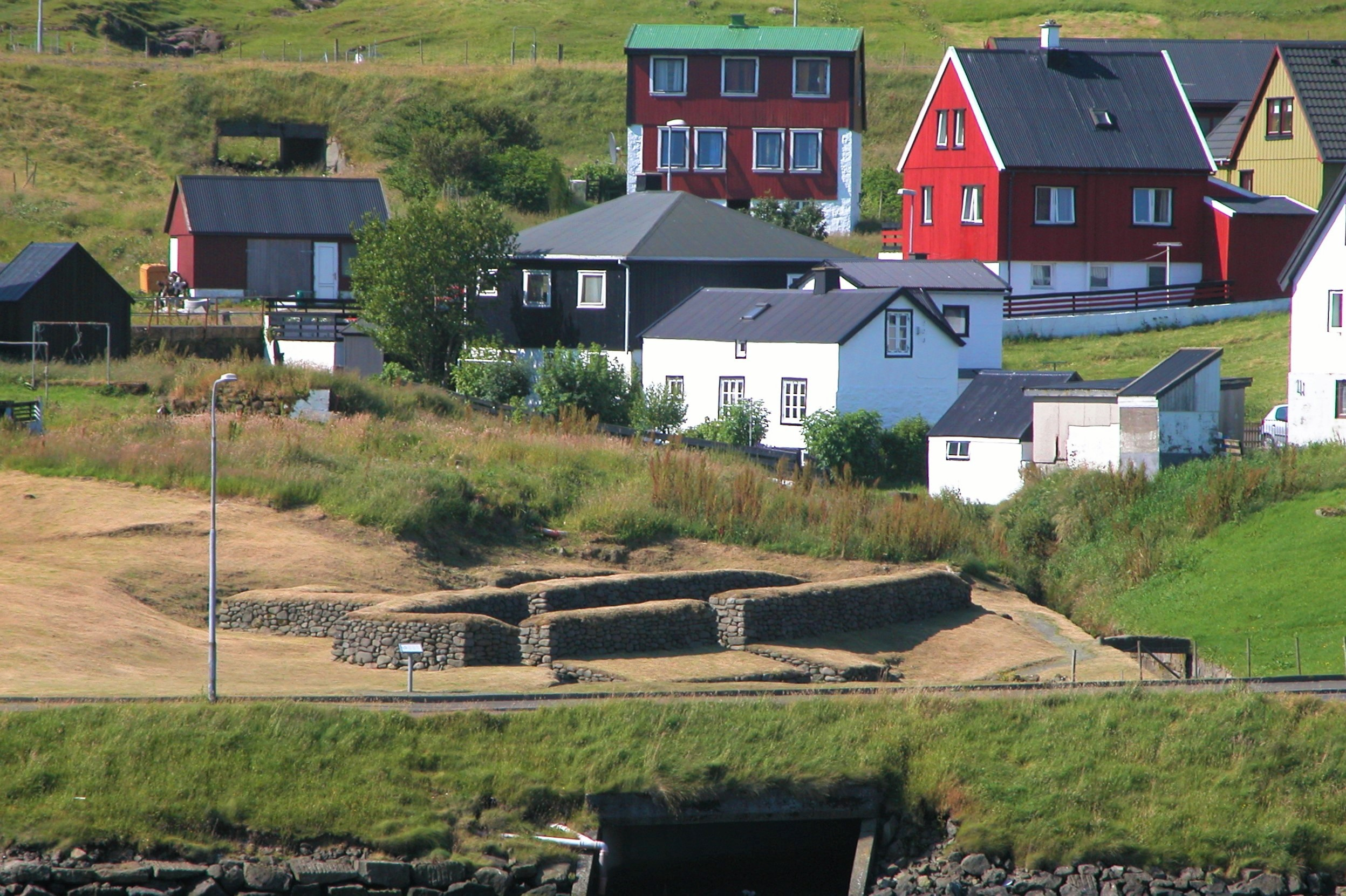
Ausgrabungen von Toftanes in Leirvík

Während der Wikingerzeit und des Mittelalters spielten importierte Küchenutensilien eine bedeutende Rolle in der färöischen Haushaltsführung. Archäologische Funde der ehemaligen Siedlung Toftanes in Leirvík belegen die Verwendung von mehr als 700 Objekten aus Speckstein, hauptsächlich Fragmente verschiedener Schüsseln und Kochgefäße bekannter westnorwegischer Typen. Diese Steatitgefäße variierten erheblich in der Größe von weniger als 20 Zentimetern bis zu etwa 50 Zentimetern Durchmesser und wurden zum Kochen verwendet. Die Töpferwaren ergänzten die Steatitgefäße, wobei unklar ist, ob die frühen Siedler bereits bei ihrer Ankunft Töpferwaren verwendeten, jedoch deutet vieles darauf hin, dass Keramik während der Wikingerzeit, das heißt im späten 10. bis 11. Jahrhundert, Teil des häuslichen Lebens wurde.
Hölzerne Küchenutensilien bildeten einen wesentlichen Bestandteil der färöischen Haushaltsausstattung. Die archäologische Untersuchungen von Toftanes zeigten, dass von vier ganz oder teilweise erhaltenen Holzschüsseln drei aus Erlenholz gefertigt waren, während die vierte, eine Käseschüssel, aus gewöhnlicher Fichte bestand. Diese spezifische Holzauswahl deutet entweder auf importierte Gegenstände hin oder auf eine sehr selektive Verwendung von Holzarten für unterschiedliche Zwecke, da eine derart hohe Spezialisierung kaum auf zufällige Treibholzlieferungen zurückgeführt werden kann. Zu den häuslichen Utensilien gehörten außerdem Schüsseln, Löffel und Fassdauben mit geschnitzten Rillen für den Boden.
Die begrenzten natürlichen Ressourcen der waldlosen Färöer-Inseln machten Holz zu einem äußerst kostbaren Baustoff, der nur als Treibholz oder Importware verfügbar war. Diese Knappheit spiegelte sich in der sorgfältigen Verwendung und Pflege der hölzernen Küchengeräte wider. Die Importabhängigkeit für Materialien wie Speckstein und hochwertiges Holz verdeutlicht die Einbindung der Färöer in weitreichende Handelsnetzwerke bereits während der Wikingerzeit.

### Gastronomie
Es gibt auf den Färöern keine große Tradition, essen zu gehen, zumal man sich selber versorgt. Restaurants gab es früher im Wesentlichen nur in den Hotels der Färöer. Für ihre färöischen Spezialitäten sind in Tórshavn heute noch das Hotel Hafnia und das Hotel Føroyar bekannt. Auch das Hotel Norð in Viðareiði gilt als führend bei Papageitauchergerichten. In den letzten Jahren öffneten auch immer mehr eigenständige Restaurants, die neben den Imbissen aber eher internationale/dänisch-französische Küche anbieten. 2017 wurde das Restaurant Koks in Leynavatn mit einem Michelin-Stern ausgezeichnet. Im Angebot der Schnellrestaurants gibt es färöische Besonderheiten. Der Hot Dog wird beispielsweise mit Rotkohl serviert, worauf in Dänemark grundsätzlich verzichtet wird.
Für Touristen werden sogenannte „Färöerabende“ veranstaltet, wo es neben folkloristischen Darbietungen auch typisch färöisches Essen gibt. Einige private Haushalte bieten Touristen nach dem Vorbild britischer Supper Clubs die bezahlte Teilnahme an Abendessen im Familienkreis an, sogenannte Heimablídni (Heimbewirtung). Außerhalb der Färöer gibt es nur die Färöerhäuser in Kopenhagen und Aarhus mit färöischer Küche, die sich in erster Linie an die eigenen Landsleute richtet.